# アドラステア (衛星)
アドラステア（英語：Adrastea、確定番号：Jupiter XV）は、木星の木星内部衛星群の衛星の中で内側から2番目の軌道にある衛星。
1979年にボイジャー2号が撮影した写真の中に発見され、S/1979 J 1と仮符号がつけられた。望遠鏡による観測ではなく、惑星間空間を飛行する探査機によって撮影された画像から発見された初めての衛星である。1983年に、ギリシア神話の神、ゼウスとアナンケーの間に産まれた娘、アドラステイアにちなんで名づけられた。
アドラステアは太陽系の中でも数少ない、惑星の自転周期よりも短い周期で公転している衛星の一つである。軌道は木星の主環の端にあり、木星の環の物質の主要な供給源になっている可能性が推測されている。1990年代に木星探査機ガリレオによる観測が行われたものの、自転が潮汐固定されているという事実のほかは、この衛星の物理的な特徴についてはあまり分かっていない。

## 発見と観測
アドラステアは、デビッド・C・ジューイットとG. Edward Danielsonによって、ボイジャー2号が1979年7月8日に撮影した写真の中から発見された。この時は写真の中の点としてしか捉えられていないものの、惑星間空間を飛行する探査機によって発見された初めての衛星となった。1998年にはガリレオによって観測され衛星の形状が決定されたが、得られた画像は不鮮明である。

## 物理的特徴
アドラステアは20×16×14 kmの不規則な形状をしており、最も内側の4衛星の中では最も小さい。衛星の組成や質量は明らかになっていないが、アマルテアの平均密度(~0.86 g/cm3)と同じだと仮定した場合、質量は~2 × 1015  kgと推定される。この密度は、空隙率が10-15%の氷で構成されていると考えた場合の値である。
これまでに撮影されているアドラステアの画像が低解像度であるため、表面の詳細については分かっていない。

## 軌道
アドラステアの軌道長半径は129,000 km (木星半径の1.806倍)であり、木星の主環の外縁に位置している。アドラステアは惑星の自転周期よりも短い公転周期を持つ数少ない衛星の一つであり、このような衛星は他にはアドラステアの更に内側を公転するメティスと、火星の衛星フォボスがある。
アドラステアは潮汐固定を起こしており、長軸方向を常に木星の方向に向けながら公転している。
アドラステアはすぐ内側の衛星メティスと共に木星の同期軌道より内側を公転している。すなわち公転周期が木星の自転周期より短い。そのため、潮汐力の影響によってその軌道は徐々に縮小している。アマルテアと同じ密度を仮定した場合、メティスの軌道は流体に対する木星のロッシュ限界の中にあることになる。しかしこの天体は破壊されていないため、剛体に対する木星のロッシュ限界よりは外側にあると考えられる。

## 木星の環との関係
木星の主要な環に含まれる塵は、隕石衝突によって木星の4つの小型の内部衛星の表面から放出される物質が由来であると考えられている。アドラステアを含むこれらの衛星は低密度であるため、衛星表面と自身のヒル球の端は近い。そのため、衝突によって衛星から放出された物質は容易に衛星から脱出して周囲にばらまかれることになる。
アドラステアは木星の最も濃い主環の外縁に位置していることから、環を構成する物質の最も重要な供給源であると考えられている。環の物質が実際にどの様に分布しているのかは、環を撮影した際の位相角によって変わって見える。前方散乱の光で観測した場合、アドラステアは明確に主環の外に位置するように見える。しかしより大きいサイズの粒子によって発生する後方散乱の光で観測した場合、アドラステアの軌道の外側に細いリングレットが存在するのが分かる。